# رود خاتینگناخ
رود خاتینگناخ (روسی: Хатынгнах) یک رودخانه در استان یاقوتستان کشور روسیه است.